# Syndrome de Klippel-Feil
Pour les articles homonymes, voir Klippel, SKF (homonymie) et KFS.
 Mise en garde médicale
Le syndrome de Klippel-Feil ou SKF (en anglais, Klippel-Feil syndrome ou KFS) est une condition caractérisée par un défaut de segmentation des somites cervicaux, résultant en une fusion congénitale de vertèbres cervicales. 
La prévalence est estimée à 1 sur 50 000. Décrit pour la première fois en 1912 par Maurice Klippel et André Feil en France, il est souvent associé à la triade clinique classique : une implantation postérieure basse des cheveux, un cou court, et une amplitude limitée des mouvements du cou.
En 1919, André Feil propose une seconde classification du syndrome prenant cette fois en compte des malformations non seulement au niveau cervical mais aussi thoracique et lombaire.
Aujourd'hui, n'importe quelle fusion congénitale d'au moins deux vertèbres est considérée comme une manifestation du syndrome de Klippel-Feil.

## Génétique

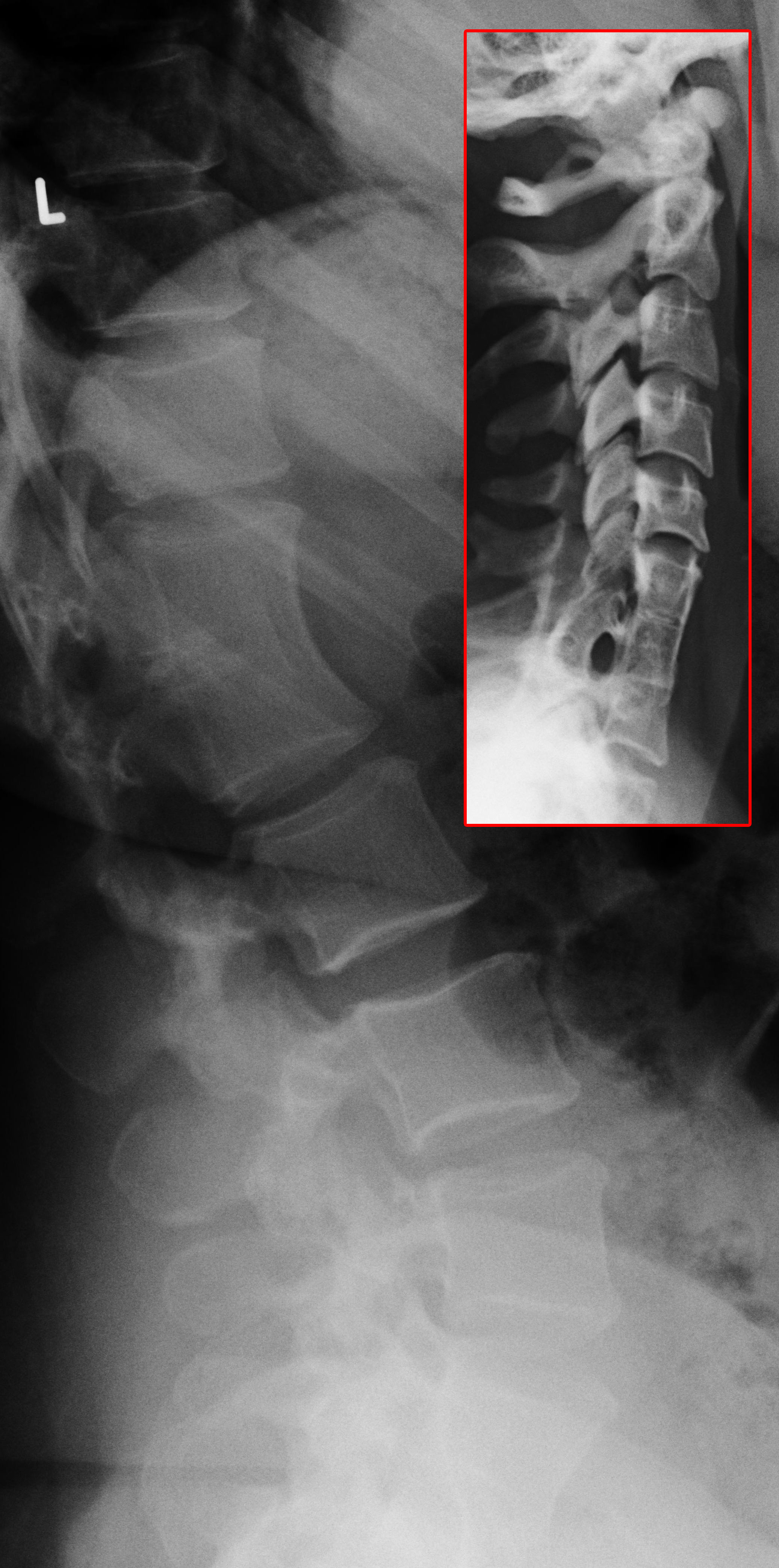
Radiographies du syndrome de Klippel-Feil L1-L2 (grande image) et C6-D1 (dans le cadre rouge). Les images proviennent du même patient.

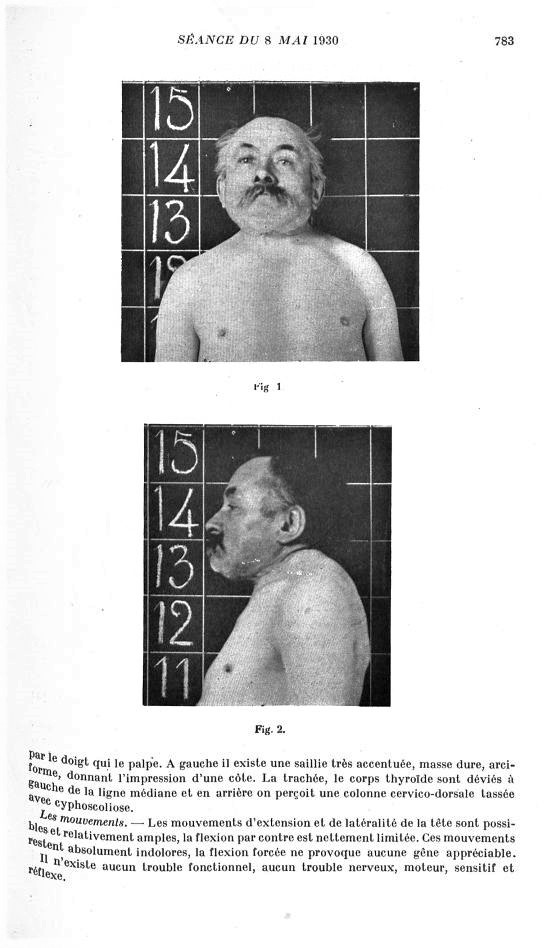
A. Laignel-Lavastine, A. Miget, « Syndrome de Klippel-Feil. Thorax cervical et hypertrophie des apophyses transverses (avec présentation du malade) », Revue neurologique, 1930, vol. 1, Paris, Masson, 1930

- Transmission autosomique dominante, plus particulièrement en cas de fusion C2-C3.
- Transmission autosomique récessive, surtout en cas de fusion C5-C6.

## Causes
Il y aurait absence de segmentation cervicale dans les stades précoces de la grossesse, d'étiologie exacte et de mode de transmission encore inconnus en 2009. 

## Clinique
La triade classique inclurait une implantation postérieure basse des cheveux, un cou court et une amplitude limitée des mouvements du cou.
Parmi les anomalies associées, citons :
- scoliose (déformation en 3D de la colonne vertébrale),
- spina bifida,
- anomalies des reins et des côtes,
- fente palatine,
- peu ou pas de complications respiratoires,
- et de malformations du cœur.

D'autres anomalies associées sont possibles :
- tête et cou,
- squelette,
- organes génitaux,
- muscles,
- cerveau et  moelle épinière,
- membres,
- membres inférieurs,
- et doigts.

En 2011, une étude recensant en détail l'occurrence des symptômes de 100 personnes atteintes a été publiée.

## Classification
Une classification est proposée indépendamment dès 1919 par André Feil et Maurice Klippel. Ils ont décrit des patients avec un pterygium colli, une réduction de la gamme de mouvement dans la colonne cérébrale et une base des cheveux anormalement basse. Feil par la suite a proposé une classification du syndrome dans trois catégories:
- Type 1 - Fusion de C2 et C3 avec occipitilisation de l'atlas. McRae en 1953 a complété la définition du Type 1.
- Type 2 - Longue fusion en dessous de C2 avec une jonction anormale occipito-cervical. Le problème dans ce cas peut se situer au niveau thoracique. Il s'agit de la forme la plus répandue du syndrome[4].
- Type 3 - Une ouverture de l'espace situé entre deux sections vertébrale fusionnée. Le type 3 peut être aisément distingué des type 1 et 2, par la présence d'une inflexion au niveau du segment ouvert.

Le symptôme de Klippel-Feil peut aussi se manifester par malformations de la colonne cervicale, thoracique, ou lombaire.
En 2006 Dino Samartzis et ses collaborateurs proposent trois modes de classification traitant surtout des anomalies du rachis cervical et de symptômes en rapport, en tenant compte de facteurs liés à l’évolution dans la durée.

## Traitement
Symptomatique, la chirurgie se limite à prendre en charge l’instabilité cervicale ou cranio-cervicale, la souffrance par constriction de la moelle épinière et/ou la correction de la  scoliose. Physiothérapie et kinésithérapie peuvent s’avérer utiles sur ce plan symptomatique.

## Pronostic
L'hétérogénéité, la disparité et la faible prévalence du syndrome de Klippel-Feil rendent difficiles son diagnostic ainsi que le pronostic. Pour ces raisons, la compréhension des causes du syndrome est limitée.
Pour la grande majorité des sujets porteurs de SKF, le pronostic est bon pour une affection prise en charge tôt et correctement.
Les activités menaçant le cou seraient cependant à proscrire.
Certaines anomalies associées au SKF non prises en compte peuvent être fatales ou, si prises en compte tard, rebelles à tout traitement.

## Personnes remarquables
- Le cas d'un enfant atteint de Klippel-Feil entre 4500 et 4000 ans avant Jésus-Christ a été recensé[6].
- Le pharaon Toutânkhamon, de la  XVIIIe dynastie égyptienne, aurait notamment souffert du SKF (fusion de vertèbres, en lien potentiel avec la consanguinité)[7].
- Le joueur de cricket anglais Gladstone Small serait un autre cas plus récent[8].
- Le candidat de télé-réalité Ed Brown ( alias « Big Ed »)  de l’émission « 90 Jours pour se Marier - Premières Rencontres ( Saison 4) » prétends également en être atteint.